# Passiflora sanguinolenta
Passiflora sanguinolenta Mast. & Linden – gatunek rośliny z rodziny męczennicowatych (Passifloraceae Juss. ex Kunth in Humb.). Występuje endemicznie w północnym Peru i południowym Ekwadorze.

## Morfologia

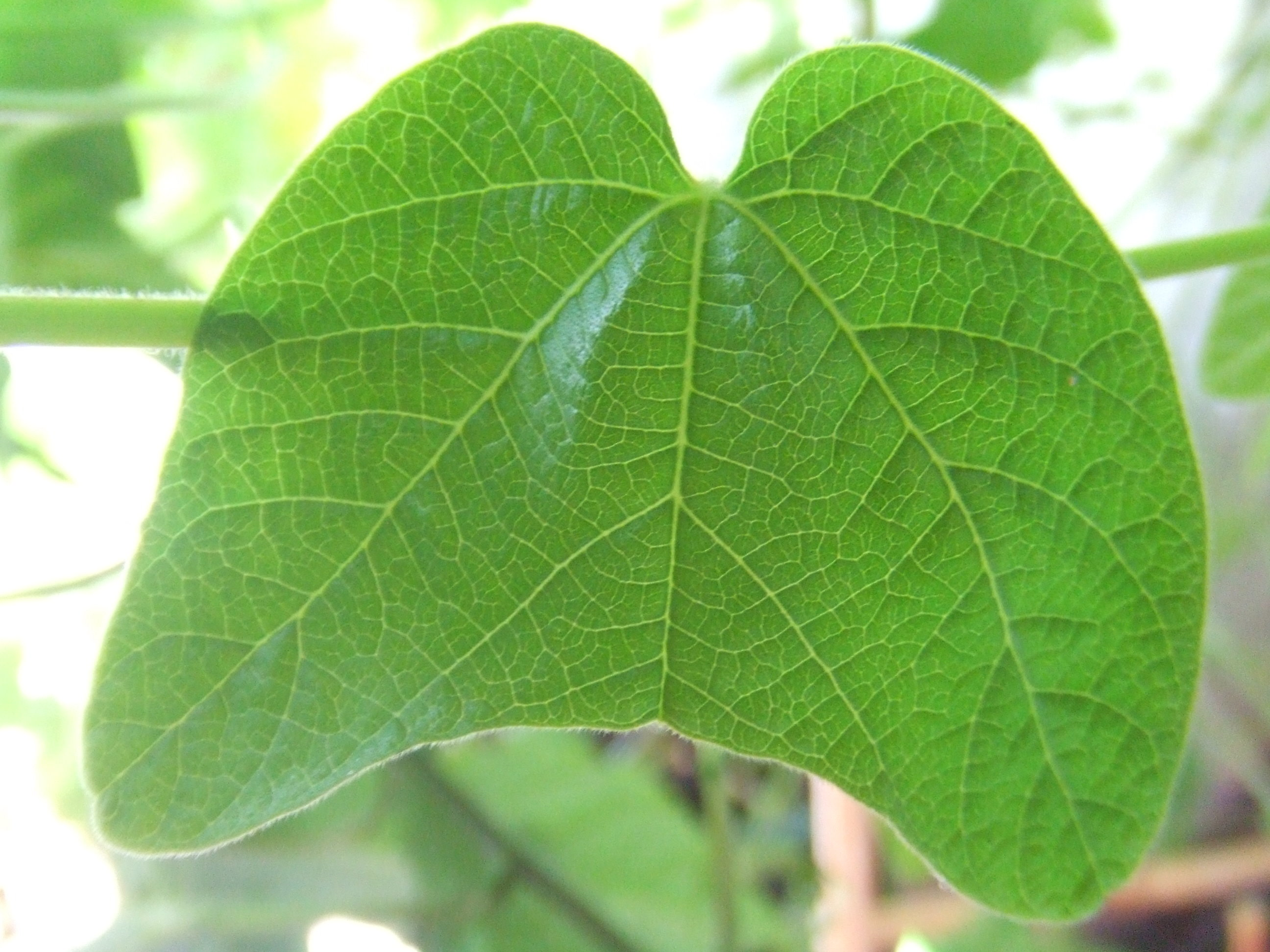
Liść

PokrójZdrewniałe, trwałe, owłosione liany.
LiściePodwójnie lub potrójnie klapowane, ścięte u podstawy, skórzaste. Mają 1,5–7 cm długości oraz 3–6,5 cm szerokości. Całobrzegie, z tępym lub spiczastym wierzchołkiem. Ogonek liściowy jest owłosiony i ma długość 6–20 mm. Przylistki są szczeciniaste o długości 3–4 mm.
KwiatyPojedyncze. Działki kielicha są podłużne, mają 12 cm długości. Płatki są podłużne, mają 1–2 cm długości. Przykoronek ułożony jest w dwóch rzędach, biało-czerwony, ma 3–20 mm długości.
OwoceSą jajowatego kształtu. Mają 2–3 cm długości i 0,7–1 cm średnicy.